# Sonic the Fighters
Sonic the Fighters (ソニックファイターズ, , Sonikku faitāzu), também conhecido como Sonic Championship, um jogo de luta da série Sonic the Hedgehog. Foi lançado em 1996 para arcade pela Sega AM2.
Em 2005, Sonic the Fighters foi incluído na coletânea Sonic Gems Collection, lançado para Nintendo Game Cube e Playstation 2 em 2005. Já em outubro de 2012, a Sega anúncio que o jogo Sonic the Fighters, assim como os jogos Virtua Fighters 2, Fighting Vipers, Virtua On, e Virtua Strikers, terá uma versão em HD para as plataformas PlayStation Network e Xbox Live Arcade. Os cinco jogos serão lançados em conjunto, com o nome de "Model 2 Collection". O lançamento da coleção está prevista para o final do ano de 2012.

## Enredo
Doutor Robotnik construiu a "Death Egg II" (após os eventos de Sonic 2, a Death Egg original foi destruída) e agora Sonic e Tails precisam pará-lo. Mas entretanto, a nova nave deles, a "Lunar Fox" apenas suporta um passageiro e para derrotar Eggman, eles precisam das oito esmeraldas do caos. Os oito portadores das esmeraldas, incluindo Sonic e Tails, devem participar de um torneio de luta "mano-a-mano", com o vencedor tendo todas as esmeraldas para si.

## Desenvolvimento

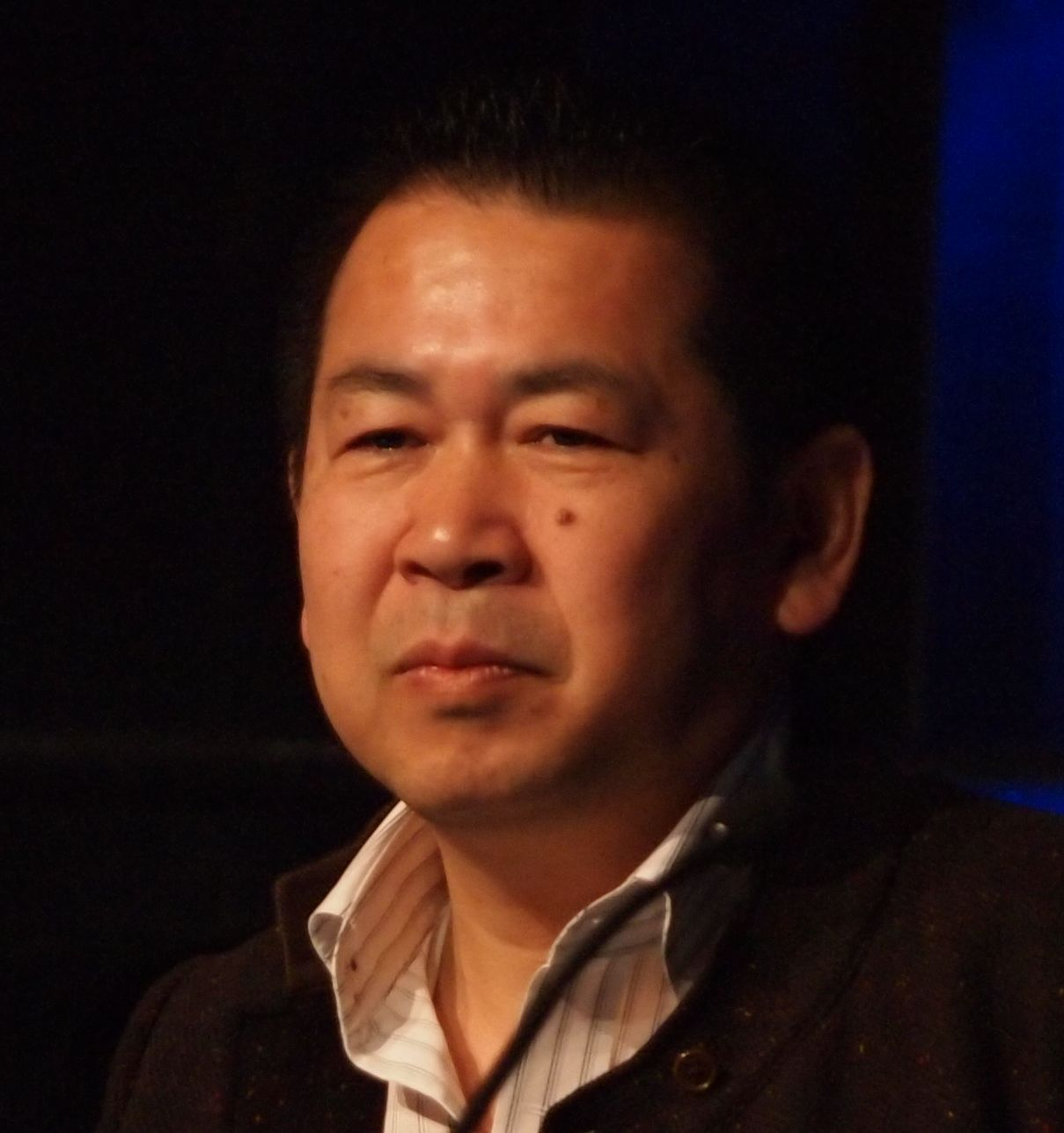
Sonic the Fighters foi idealizado pelo produtor Yu Suzuki.

Sonic the Fighters foi desenvolvido pela Sega AM2, o time de desenvolvimento de jogos de arcade da Sega responsável pela série de jogos Virtua Fighter. A ideia de um jogo de luta de Sonic the Hedgehog foi idealizada pelo desenvolvedor líder da AM2 Yu Suzuki que viu um de seus programadores brincando com um modelo de Sonic no Fighting Vipers da AM2.

## Personagens

### Jogáveis
- Sonic the Hedgehog
- Tails "Miles" Prower
- Knuckles the Echidna
- Amy Rose
- Fang the Sniper
- Bean the Dynamite
- Bark the Polar Bear
- Espio the Chameleon
- Super Sonic

### Não-Jogáveis
- Metal Sonic[b]
- Dr. Eggman[b]
- Honey the Cat[b]